# ダブルラーメン
ダブルラーメンは、マルちゃんブランドを展開する東洋水産が、北海道のみで販売しているインスタントラーメン（袋麺）である。

## 概要

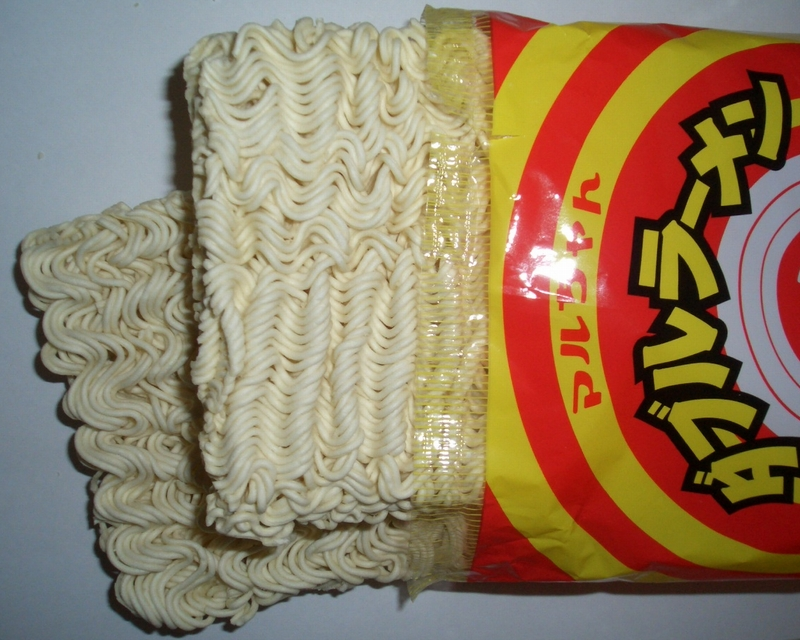
ダブルラーメン しょうゆ

名称の通り、麺とスープを2人前1袋にしたお徳用インスタントラーメンである。麺量は85gx2個。2025年5月現在のメーカー希望小売価格は178円（税抜価格）となっている。
現在ではしょうゆ・みそ・しおの3種類が販売されており、1964年（昭和39年）9月にしょうゆ味、1975年（昭和50年）1月にみそ味、1998年（平成10年）1月にしお味が発売開始された。シンプルな味わいでアレンジしやすいのが特徴との位置付けがされている。
パッケージデザインはシンプルなもので、中央に東洋水産のマルちゃんマークが配置された同心円状になっており、みそにはオレンジ、しょうゆには赤、しおにはみどりの円が描かれている。
1970年代には後楽園球場の広告に掲示されるなど、首都圏などでも発売されていたが、現在は北海道のみで販売されている。